# Río Negro (Cochabamba)
Der Río Negro ist der rechte Quellfluss des Río Cotacajes. Er verläuft an den Osthängen der Anden-Kordilleren in dem südamerikanischen Andenstaat Bolivien.

## Río Morochata
Der Río Negro entspringt als Río Morochata in der Cordillera Mazo Cruz, in dem Gebirgsrahmen, der das Tal von Cochabamba nach Norden begrenzt. Die Quellregion liegt in einer Höhe von 4171 m, von dort aus fließt der Fluss in weitgehend nordwestlicher Richtung. Nach 24 Kilometern mündet von links der Río Santa Rosa in den Río Morochata, nach insgesamt 34 Kilometern von links in einer Höhe von 1919 m der Río Yacanco an der Grenze des Municipio Morochata zum Municipio Ayopaya.

## Río Santa Rosa
Ab der Vereinigung von Río Morochata und Río Yacanco trägt der Fluss über fünf Kilometer den Namen Río Santa Rosa und bildet den westlichen Rand des Nationalpark Tunari (Parque Nacionl Tunari). Er fließt weitgehend in nördlicher Richtung und bildet die Grenze zwischen dem Municipio Ayopaya und dem Municipio Morochata, bis nach fünf Kilometern in einer Höhe von 1821 m der Río Pucarani von rechts zufließt.

## Río Negro
Etwa ab dem Zufluss des Río Pucarani verlässt der Fluss auf seinem Weg nach Norden den Nationalpark Tunari. Nach insgesamt knapp fünfzig Kilometern endet das Municipio Morochata und auf den verbleibenden knapp dreißig Kilometern bildet der Fluss die Grenze zwischen dem Municipio Ayopaya und dem Municipio Cocapata. Der Fluss wird vor allem im Osten durch Höhenzüge von über 3500 Metern Höhe eingerahmt, das Flussbett erreicht streckenweise eine Breite von 250 Metern. Nach insgesamt 79 Kilometern vereinigt sich der Fluss an der Grenze zum Departamento La Paz mit dem Río Sacambaya und trägt flussabwärts den Namen Río Cotacajes. Der Fluss gehört zum Flusssystem des Amazonas, über den er mit dem Río Beni verbunden ist.